# انخفاض نقطة التجمد

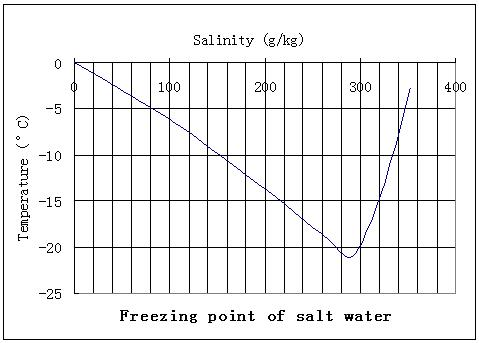
نفطة تجمد الماء المالح

انخفاض نقطة التجمد هي ظاهرة في الكيمياء الفيزيائية تتمثل بانخفاض نقطة تجمد مذيب نتيجة لإذابة مادة منحلة فيه؛ أي بشكل آخر فإن نقطة تجمد المحلول الناتج هي أقل من نقطة تجمد المذيب النقي. يعود سبب ذلك لأن الجهد الكيميائي (الكمون الكيميائي) للمذيب في المزيج أقل منه في حالته النقية. من الأمثلة على ذلك، هو أن الماء المالح لا يتجمد عند 0°س ولكن أقل من ذلك، ويعتمد مقدار الانزياح عن درجة التجمد على كمية (تركيز) المادة المذابة.
يطبق هذا المبدأ على سبيل المثال في مبدأ مانع التجمد المضاف للسيارات المكون من الماء والإيثيلين غليكول بالتالي لا يتجمد الماء وفق تلك الظروف. من الأمثلة الأخرى نثر الملح على الطرقات لمنع تجمد الطرقات حفاظاً على السلامة المرورية من حوادث السير.

## التفسير
إن نقطة التجمد هي درجة الحرارة التي يكون عندها المذيب في حالة توازن بين الطور الصلب والطور السائل، بالتالي يكون ضغط البخار حينها متساوياً بين الطورين. عند إضافة مادة منحلة غير متطايرة إلى المذيب السائل المتطاير يصبح ضغط البخار للمحلول الناتج أقل من ضغط البخار للمذيب النقي. نتيجة لذلك فإن الطور الصلب سيصل إلى مرحلة التوازن مع المحلول الجديد عند درجة حرارة أقل من التي سيحتاج إليها المذيب النقي. يعد هذا التفسير المعتمد على ضغط البخار مكافئاً للتفسير المعتمد على الجهد الكيميائي، إذ أن الجهد الكيميائي للبخار متناسب أسياً مع الضغط. مع ازدياد كمية المذاب ينخفض ضغط البخار وبالتالي الجهد الكيميائي للجملة المدروسة.
يستخدم مبدأ تغير ضغط البخار للمكونات في تفسير ظاهرة ارتفاع نقطة الغليان.